# Archaeocardiidae
Archaeocardiidae zijn een uitgestorven familie van tweekleppigen uit de orde Carditida.